# 필리포스 2세 필로로마이오스
필립 2세 필로로마이오스는 셀레우코스 제국의 마지막 지배자였다. 그는 셀레우코스 왕 필리포스 1세 필라델푸스의 아들로, 필리포스 2세 그 자신은 폼페이우스 아래의 객왕으로 기원전 60년대에 시리아의 작은 도시만 다스렸다. 그는 위대한 로마 제국의 호의를 얻기 위해 그의 사촌 안티오코스 13세 아시아티쿠스와 경쟁하였지만, 폼페이우스는 과거 알렉산드로스 3세 사후 직후의 사태를 반면교사로 삼아 그들 중에 어느 누구도 채용하지 않고 안티오코스는 처형하였다. 폐위된 필립은 생존하였다.
셀레우코스 왕가의 필립은 기원전 56년 클레오파트라 7세 여왕의 자매 베레니케 6세의 예비 신랑으로 언급되었다. 그러나 클레오파트라 7세는 그를 쳐다보지도 않았고 결국 그는 로마의 시리아 총독 아울리우스에 의해 처형되면서 한때는 셀레우코스 제국이었지만 기원전 2세기에 몰락하고 이름만 남게 된 셀레우코스 왕국은 멸망했다.